# Aléa (Grèce)
Aléa (grec moderne : Αλέα) est un village grec du Péloponnèse, en Argolide. Depuis 2011, c'est un district municipal du dème d'Argos-Mycènes.
Il ne faut pas le confondre avec Aléa, village d'Arcadie situé sur le site antique de Tégée.